# Мянтюмяки
Мянтюмяки (фин. Mäntymäki, швед. Tallbacka) — один из центральных районов города Турку, входящий в Центральный территориальный округ.

## Географическое положение
Район расположен к югу от центральной части города между районами Курьенмяки и Вяхяхейккиля и граничит с III районом.

## Население
В 2007 году в районе проживало 1 514 человек.
В 2004 году население района составляло 1 489 человек, из которых дети моложе 15 лет — 10,28 %, а старше 65 лет — 21,76 %. Финским языком в качестве родного владели 90,33 %, шведским — 6,85 %, а другими языками — 2,82 % населения района.